# Оруэлл (тауншип, Миннесота)
Оруэлл (англ. Orwell) — тауншип в округе Оттер-Тейл, Миннесота, США. На 2000 год его население составило 173 человек.

## География
По данным Бюро переписи населения США площадь тауншипа составляет 90,4 км², из которых 86,4 км² занимает суша, а 4,0 км² — вода (4,44 %).

## Демография
По данным переписи населения 2000 года здесь находились 173 человека, 62 домохозяйства и 49 семей. Плотность населения — 2,0 чел./км². На территории тауншипа расположено 68 построек со средней плотностью 0,8 построек на один квадратный километр. Расовый состав населения: 98,84 % белых, 0,58 % афроамериканцев и 0,58 % приходится на две или более других рас.
Из 62 домохозяйств в 37,1 % воспитывались дети до 18 лет, в 67,7 % проживали супружеские пары, в 3,2 % проживали незамужние женщины и в 19,4 % домохозяйств проживали несемейные люди. 17,7 % домохозяйств состояли из одного человека, при том 8,1 % из — одиноких пожилых людей старше 65 лет. Средний размер домохозяйства — 2,79, а семьи — 3,14 человека.
30,6 % — населения младше 18 лет, 5,2 % — в возрасте от 18 до 24 лет, 26,0 % — от 25 до 44, 24,9 % — от 45 до 64, и 13,3 % — старше 65 лет. Средний возраст — 38 лет. На каждые 100 женщин приходилось 130,7 мужчин. На каждые 100 женщин старше 18 приходилось 118,2 мужчин.
Средний годовой доход домохозяйства составлял 29 375 долларов, а средний годовой доход семьи — 28 750 долларов. Средний доход мужчин — 26 875 долларов, в то время как у женщин — 21 250. Доход на душу населения составил 13 757 долларов. За чертой бедности находились 10,0 % семей и 10,5 % всего населения тауншипа, из которых 8,3 % младше 18 и 12,5 % старше 65 лет.